# 安努·拉尼
安努·拉尼（Annu Rani，1992年8月28日—），印度女子田径运动员，主攻标枪，2014年亚洲运动会女子标枪铜牌得主、2022年英联邦运动会女子标枪铜牌得主、2022年亚洲运动会女子标枪金牌得主。